# Phlebotomus ariasi
Phlebotomus ariasi är en tvåvingeart som beskrevs av André Léon Tonnoir 1921. Phlebotomus ariasi ingår i släktet Phlebotomus och familjen fjärilsmyggor.
Arten är en vektor för parasiten Leishmania infantum som kan orsaka sjukdomen leishmaniasis..